# 거대 행성

태양계의 거대 행성의 상대적인 질량

거대 행성(영어: Giant planet)은 무겁고 거대한 행성을 의미한다. 이들은 보통 암석 또는 다른 고체 물질보다는 비등점이 낮은 물질(기체 또는 얼음)으로 구성되어 있다. 무거운 고체 행성 또한 존재하기도 한다. 태양계에서 거대 행성으로 알려진 것으로는 목성, 토성, 천왕성, 해왕성이 있다. 많은 외계 거대 행성이 다른 별을 공전하는 것으로 확인되어 왔다.
거대 행성은 가끔 목성의 명칭을 따 목성형 행성으로 불리기도 한다. 또한 거대 기체 행성(gas giant)으로 알려져 있기도 하나, 천문학자들은 주로 후자를 목성과 토성에만 사용하며, 그와 다른 조성을 지니는 천왕성과 해왕성은 거대 얼음 행성으로 따로 분류한다. 두 명칭 모두 약간 오해의 소지가 있다. 모든 거대 행성은 주로 기체와 액체의 상을 구분할 수 없는 임계점 이상의 유체로 구성되어 있다. 하지만 주요 조성은 목성과 토성의 경우에 수소와 헬륨이며, 천왕성과 해왕성의 경우에는 물, 암모니아, 메테인이다.
아주 낮은 질량의 갈색왜성과 거대 행성 사이의 차이를 결정짓는 것에는 논란이 있다. 이에 관해서 형성에 근거한 학파와 내부의 물리적 특징에 근거한 학파가 있는데, 이들의 논쟁 중에는 "갈색왜성"이 반드시 정의에 따라 이들의 일생 중 어떤 시점에서 핵융합을 겪어야 했는지 아닌지에 관한 것이 있다.

## 설명

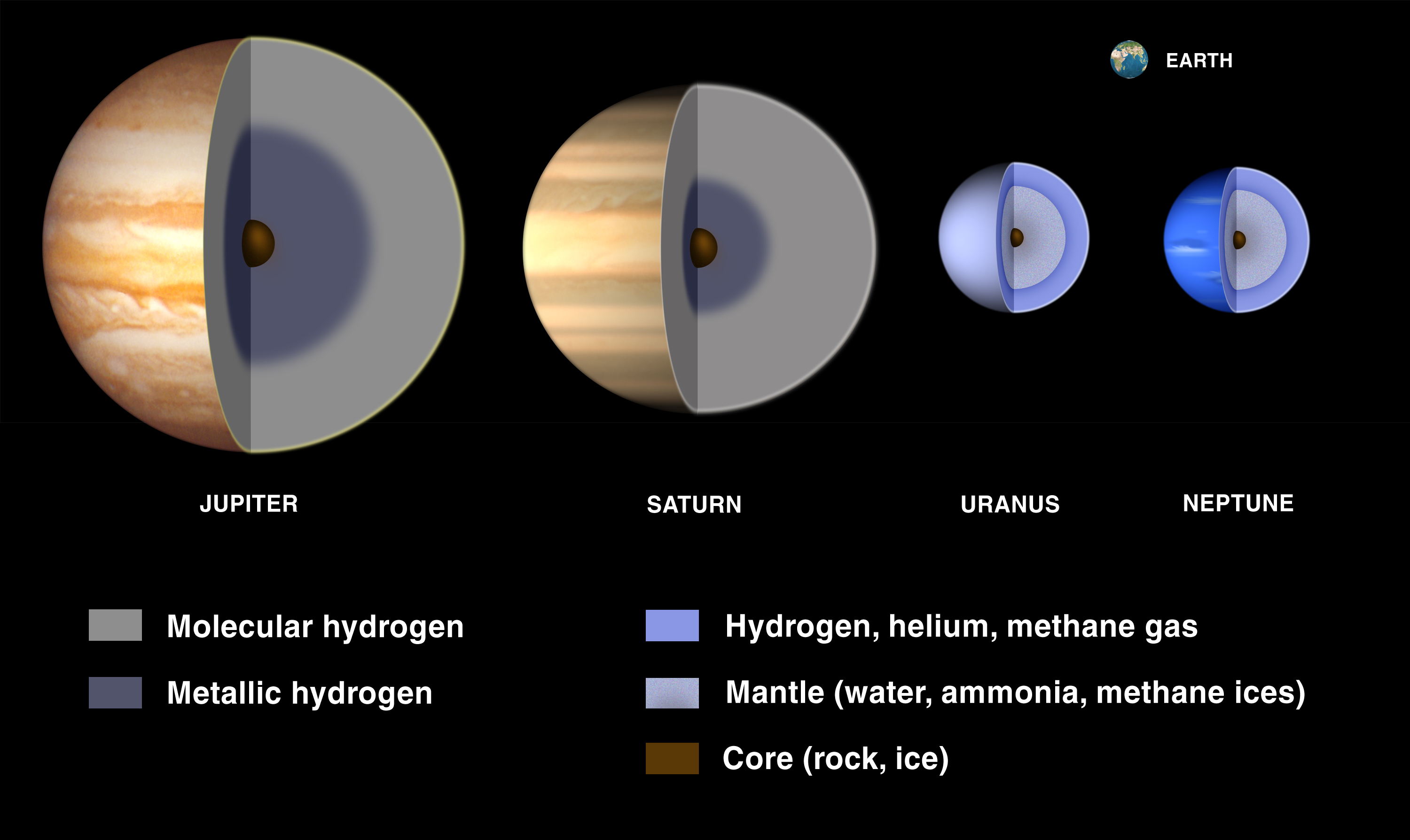
거대 행성들의 내부 모형을 보여주는 절삭 단면도. 목성에서 금속성 수소층에 둘러 싸인 암석형 핵이 보인다.

거대 행성은 무겁고 거대한 행성으로 수소와 헬륨으로 이루어진 두꺼운 대기를 가진다. 이들은 밀하고 용융된 암석 요소의 핵을 가지고 있거나, 충분히 뜨겁다면 핵이 완전히 녹아 행성 곳곳에 비산되었을 것이다. 목성과 토성(거대 기체 행성)과 같은 "전통적인" 거대 행성에서 수소와 헬륨은 행성의 질량 대부분을 차지하는데 비해, 천왕성과 해왕성에서는 오로지 외곽층만을 이루는 대신에 물과 암모니아, 메테인이 주를 차지한다. 때문에 이들은 "거대 얼음 행성"으로 표현된다.
외계 행성 중에서, 뜨거운 목성과 뜨거운 해왕성은 별과 매우 가까이서 공전하는 거대 행성이다. 때문에 이들은 높은 표면온도를 가진다. 뜨거운 목성은 우주 망원경이 등장하기 전까지 지상의 기구를 통해 상대적으로 탐지하기 쉬워 가장 흔하게 발견되는 외계 행성이었다.
거대 행성은 흔히 고체로 이루어진 표면이 없다고 일컬어 지나, 표면이 되는 기체가 행성의 중심으로부터 거리가 증가함에 따라 옅게, 더욱 옅어져, 끝내 행성간 매질과 구분이 불가능할 정도가 되면서 표면이 완전히 없다고 말하는 것이 더 정확하다. 그러므로 거대 행성으로의 착륙은 행성의 크기와 중심핵의 조성에 따라 여부가 달라진다.

### 띠-대 순환
목성의 대기에서 보이는 줄무늬는 적도와 평행하면서 행성을 둘러싸는 대(zone)와 띠(belt)라고 불리는 물질의 반대 순환류에 의한 것이다. 대는 밝은 줄무늬로, 대기에서 상대적으로 고도가 높은 곳에 있다. 이들은 내부의 상승 기류를 가지고 있는 고기압 영역이다. 띠는 어두운 줄무늬로, 대기에서 상대적으로 고도가 낮은 곳에 있으며, 내부의 하강 기류를 가진다. 이들은 저기압 영역이다. 이러한 구조는 지구 대기의 고기압 및 저기압 세포와 어느정도 유사하나, 국지 작은 기압 세포와 상반되는 행성 전체를 둘러싸는 위도 줄무늬로서 매우 다른 구조를 가지고 있다. 이는 행성의 빠른 자전과 근본적인 대칭으로 인한 결과로 보인다. 행성에는 국지적인 가열을 일으키는 바다나 육지가 없으며 자전 속도는 지구보다 훨씬 빠르다.
행성에는 서로 다른 크기와 색상을 갖는 점과 같은 작은 구조들이 있다. 목성에서, 그러한 특색 중에서 가장 유명한 것은 대적점으로, 적어도 300년 동안 존재해 왔다. 이러한 구조의 실체는 거대한 폭풍이다. 그러한 점 중에 일부는 적란운이기도 하다.

## 목성 및 토성

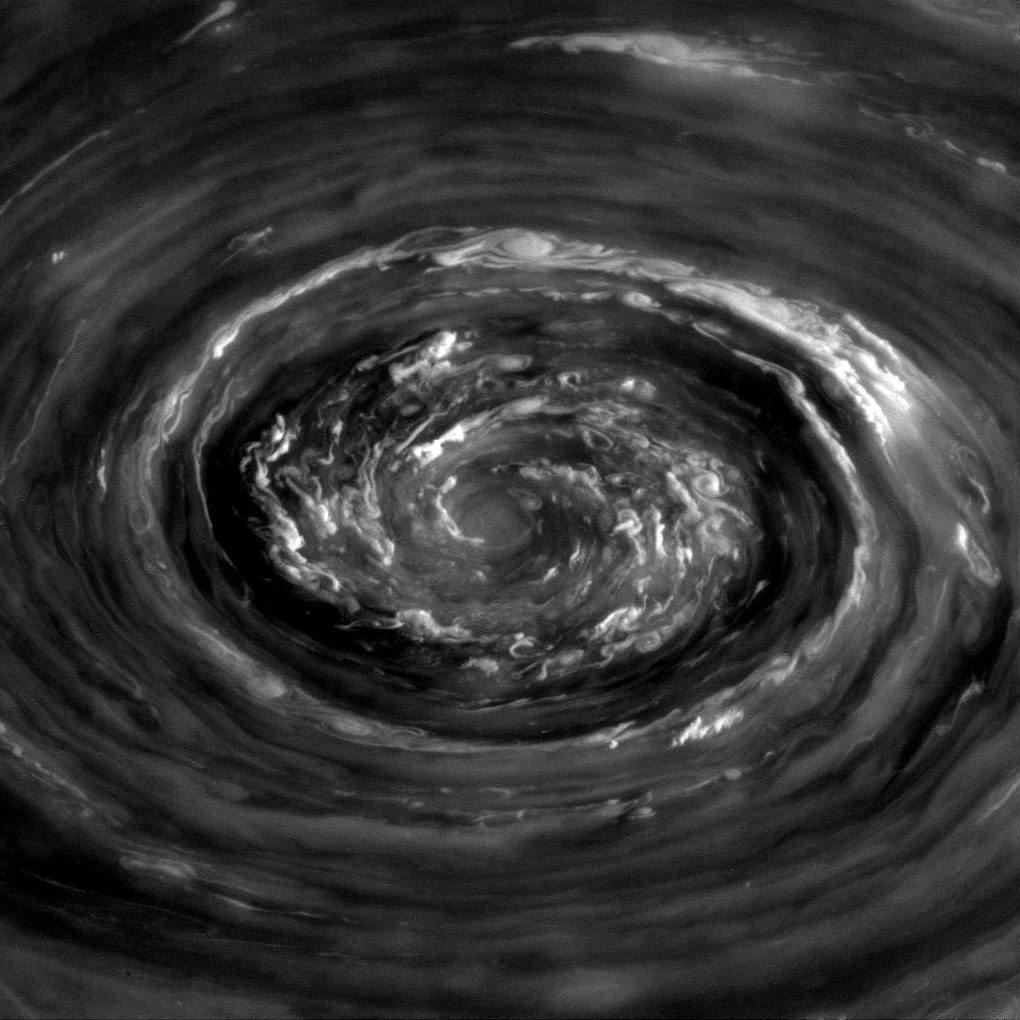
토성의 북극 소용돌이

목성과 토성은 거의 대부분이 수소와 헬륨으로 이루어져 있으며, 전체 질량의 3~13 %가 그보다 무거운 원소로 이루어져 있다. 이들의 구조는 암석형으로 조성된 아마 용융되었을 핵과, 그 위의 액체 금속성 수소층을 둘러싸는, 수소 분자로 이루어진 외곽층으로 구성된 것으로 여겨진다. 수소 대기의 최외곽부에서는 대부분 물과 암모니아로 구성된 다양한 구름층을 볼 수 있다. 금속성 수소층은 각 행성의 대부분을 이루는데, 매우 높은 압력에서 수소가 전기 전도체가 되기 때문에 "금속성"(metallic)으로 표현된다. 중심핵은 아주 높은 온도(20,000 K) 및 압력의 환경에서 무거운 원소들로 이루어져 있을 것으로 여겨지지만 이들의 특징에 관해서는 심도 있게 연구되지 않았다.

## 천왕성 및 해왕성
천왕성과 해왕성은 목성과 토성에 비해 뚜렷하게 다른 내부 조성을 가진다. 이들의 내부에 관한 모형은 구름 꼭대기에서 해왕성의 반경의 약 85%, 천왕성의 반경의 80%까지 뻗어 있는 수소 풍부 대기에서 시작한다. 대기의 아래로는 대부분 "얼음형", 즉 주로 물, 메테인, 암모니아로 이루어져 있다. 또한 약간의 암석과 기체가 있기도 하지만, 다양한 비율의 얼음-암석-기체가 순수한 얼음인 것처럼 보일 수 있어 정확한 비율은 불명이다.
소량의 메테인을 포함한 매우 흐릿한 대기층은 옥색의 색상을 띠게 만든다. 두 행성 모두 자전축에 대해 크게 기울어진 자기장을 가지고 있다.
다른 거대 행성과는 달리, 천왕성은 극단적인 자전축 경사를 가져 계절이 크게 단조롭다. 또한 두 행성은 다른, 미묘하지만 중요한 차이를 보이는데, 천왕성은 해왕성보다 전반적으로 더 가벼움에도 불구하고 수소와 헬륨이 더 많다. 따라서 해왕성은 밀도가 더 높으며 훨씬 많은 내부열을 가져 대기 활동이 더욱 활발하다. 실제로 니스 모형(Nice model)에 따르면 해왕성이 천왕성보다 태양으로부터 더 가까운 곳에서 형성되어, 따라서 더 많은 중원소를 함유하였다고 한다.

## 외계 거대 행성

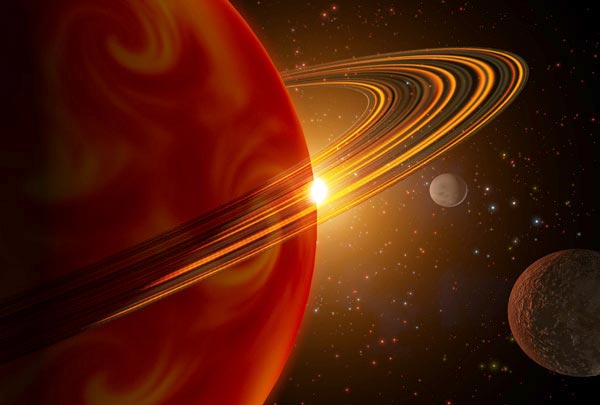
처음으로 최소 질량이 토성보다 작은 것으로 발견된 외계 거대 행성, 고래자리 79 b의 컨셉 아트.

서로 다른 조성과 질량을 가진 행성의 크기 비교

현재 외계 행성을 탐지하는 데 쓰이는 기술이 제한되어 있는 이유로 현재까지 발견된 대부분의 외계 행성은 태양계의 거대 행성과 비슷한 크기의 행성이다. 이렇게 거대한 행성들은 다른 거대 행성보다 목성과 더욱 많은 공통점을 공유하는 것으로 추정되기 때문에, 일부는 이들에 대한 용어로 "목성형 행성"이 더욱 적절하다고 주장하여 왔다. 외계 행성의 대부분은 모성과 훨씬 더 가까우며, 따라서 태양계의 거대 행성보다 훨씬 더 뜨겁기 때문에 이들 행성 중 일부가 태양계에서 확인되지 않은 유형일 수도 있다. 우주에서 상대적인 원소 함량(약 98%가 수소와 헬륨)을 고려하면, 목성보다 더 무거운 암석형 행성을 발견하는 것은 놀라운 일일 것이다. 반면에, 행성계의 형성에 관한 모형들은 많은 외계 거대 행성의 공전을 관측해 옴으로써 이들이 모성에 가까울수록 거대 행성의 형성이 저지됨을 보여주어 왔다.

## 용어
거대 기체 행성(gas giant)이라는 용어는 공상과학소설가 제임스 블리쉬가 1952년에 만든 용어로, 본래 모든 거대 행성을 일컫는데 사용되었다. 이 용어는 높은 압력으로 인해 이러한 행성의 체적의 거의 대부분을 이루는 구성 물질이 기체 형태가 아니기 때문에 적절하지 않다. 중심핵과 대기 상층부의 고체 이외에, 모든 물질은 기체와 액체 상태의 구분이 없는 임계점 이상이다. 유체 행성(fluid planet)은 그보다 더 정확한 용어이긴 한데, 목성도 중심부 근처에 금속성 수소를 가지고 있긴 하지만 행성 체적의 상당량이 임계점 이상에 있는 수소와 헬륨, 그리고 극미량의 다른 기체이다. 이러한 모든 행성의 관측 가능한(광학적 깊이가 작은) 대기는 반경에 비해 상당히 얇은데, 중심으로부터 반경의 약 1 퍼센트까지만 뻗어 있다. 그리하여 관측 가능한 부분은(지각이 보일 정도의 기체형 대기를 가진 화성과 지구에 비해서는) 기체형이라 할 수 있다.
상당히 오해의 소지가 있는 용어가 보이는데, 행성과학자들이 보이는 물질의 상을 무시하고 행성의 구성성분으로 흔히 발견되는 원소의 종류에 대한 약칭으로써 일반적으로 "암석"(rock), "기체"(gas), "얼음"(ice)이라는 용어를 사용하기 때문이다. 태양계 외곽에서, 수소와 헬륨은 "기체"로, 물과 메테인 그리고 암모니아는 "얼음"으로, 규소와 금속들은 "암석"으로 표현된다. 행성의 내부 깊은 곳을 고려하면,  천문학자들이 산소와 탄소를 의미하는 "얼음", 규소를 의미하는 "암석", 수소와 헬륨을 의미하는 "기체"로 표현하는 것이 크게 잘못되진 않는다. 천왕성이나 해왕성처럼 많은 경우에서 목성 및 토성과 다른 특징을 보이기 때문에, 이것들은 후자의 두 행성과 유사한 행성에 대한 용어로만 어느정도 사용하게 되었다. 일부 천문학자들은 이를 고려하여, 천왕성과 해왕성을 내부를 이루는 (유체 형태의)"얼음"의 양적 우세를 나타내는 거대 얼음 행성(ice giant)으로 표현하기 시작했다.
이에 대한 대안 용어로 Jovis의 소유격 형태로, 로마 신화의 신 주피터를 나타내는 jovian planet(목성형 행성)이 있으며 목성과 유사한 이러한 행성 모두를 나타내기 위해 만들어졌다.
중수소를 융합할 정도로(태양과 화학 조성이 같은 경우 13 목성 질량 이상) 거대한 천체는 갈색왜성이라 불리며, 이들의 질량은 아주 큰 거대 행성과 가장 가벼운 별 사이의 범위를 차지한다. 13 목성 질량(MJ) 한계는 정확한 물리적 유의성이 아닌 경험적인 규칙의 역할을 한다. 이렇게 거대한 천체는 내부의 중수소 대부분을 태우며, 그보다 작은 것은 아주 약간만 태운다. 그리고 13 MJ의 천체는 그 중간에 있다. 연소하는 중수소의 양은 질량 뿐만 아니라 행성의 화학 조성, 특히 헬륨과 중수소의 함량에 따라서도 달라진다. 외계 행성 백과(Extrasolar Planets Encyclopaedia)에서는 25 목성 질량까지 천체를 수록하며, 외계행성 데이터 익스플로러(Exoplanet Data Explorer)에서는 24 목성 질량까지 수록한다.

## 같이 보기
- 크소니언 행성
- 무거운 고체 행성
- 행성계
- 수다르스키의 거대 기체 행성 분류
- 지구형 행성
- 티케 (행성)